# 島原政司
島原 政司（しまはら まさし、1944年6月6日 - ）は、日本の歯学者・歯科医師。大阪医科大学名誉教授。元大阪医科大学医学部医学科口腔外科学教室教授。

## 経歴
1969年大阪歯科大学卒業。以後 大阪医科大学副手、助手、講師を経て1991年より教授に就任、2011年定年退職。

## 著書
- 高須淳、山本美朗、島原政司 編『歯科緊急処置マニュアル』南江堂、1992年1月。ISBN 4524269541。 NCID BN07098042。
- 島原政司 他 著、山本美朗 編『これからの口腔粘膜病変』学建書院、1998年6月。ISBN 4762406058。 NCID BA36074319。
- 毛利学、清金公裕、島原政司 編『カラーでみる口腔粘膜疾患の診かた』南江堂、1999年11月。ISBN 4524212620。 NCID BA44225624。
- 島原政司 他 著、河野公一 編『医師・歯科医師・薬剤師のための介護保険実務ガイドブック』金芳堂、2000年3月。ISBN 476530986X。 NCID BA45847710。
- 島原政司 他 著、河野公一、松浦尊麿 編『症状からみた高齢者在宅介護マニュアル』金芳堂、2001年6月。ISBN 4765310280。 NCID BA54434824。
- 島原政司 他 著、河野公一、松浦尊麿 編『病気からみた高齢者在宅ケアマニュアル』金芳堂、2001年6月。ISBN 4765310299。 NCID BA52744649。
- 山本美朗、島原政司 編『MRI : 顎口腔領域の診断』学建書院、2001年9月。ISBN 4762406236。 NCID BA53717266。
- 島原政司、河野公一 編『在宅でも役立つ高齢者口腔ケアマニュアル』金芳堂、2002年7月。ISBN 4765310655。 NCID BA58523846。
- Sonis, Stephen T., Fazio, Robert C., Fang, Leslie S. T.『口腔内科学シークレット』監訳 島原政司、勝健一、メディカル・サイエンス・インターナショナル、2004年10月。ISBN 4895923851。 NCID BA69880550。
- 河野公一、島原政司、佐野浩一 編『病気からみた高齢者感染症ケアマニュアル』金芳堂、2007年7月。ISBN 9784765313094。 NCID BA83000169。
- 島原政司、河野公一 編『在宅でも役立つ高齢者口腔ケアマニュアル』（改訂2版）金芳堂、2007年4月。ISBN 9784765312950。 NCID BA82693015。
- 河野公一、島原政司、佐野浩一 編『症状からみた高齢者感染症介護マニュアル』金芳堂、2007年7月。ISBN 9784765313087。 NCID BA83001503。
- 島原政司、藤田茂之、河野公一、花房俊昭、金銅英二 編『歯科医師臨床研修ハンドブック』金芳堂、2008年12月。ISBN 9784765313667。 NCID BA88756526。
- 河野公一、佐野浩一、島原政司、玉井浩、森田大 編『動物由来感染症マニュアル』金芳堂、2009年11月。ISBN 9784765313971。 NCID BB00109791。
- 島原政司、有吉靖則 編『顎口腔領域におけるMRI診断』（第2版）学建書院、2010年10月20日。ISBN 978-4-7624-1623-1。 NCID BB03594591。

## 所属団体
- 日本歯科医学会
  - 日本口腔外科学会 名誉会員[5]、元理事[2]、指導医[1]、専門医[1]
  - 日本歯科放射線学会[2]
  - 日本歯科薬物療法学会 元評議員[2]
  - 日本顎関節学会 指導医[1]
  - 日本小児口腔外科学会 評議員[6]、指導医[1]
  - 日本顎顔面インプラント学会[2]
  - 日本口腔診断学会[2]
  - 日本口腔腫瘍学会 名誉会員[7]元評議員[2]
- 日本医学会
  - 日本口腔科学会 名誉会員[8]
- 日本口腔内科学会 評議員[2]
- 硬組織再生生物学会 元理事[2]
- 日本がん治療認定医機構 教育医[1]